# Gurb
Gurb ist eine katalanische Gemeinde (Municipio) mit 2.712 Einwohnern (Stand: 2024) in der Provinz Barcelona im Nordosten Spaniens. Sie liegt in der Comarca Osona. Neben dem Hauptort Gurb besteht die Gemeinde aus den Ortschaften Granollers de la Plana, Sant Julià Sassorba und Vespella sowie mehreren weiteren kleineren Weilern.

## Geographie
Gurb liegt etwa 68 Kilometer nordnordöstlich von Barcelona in einer durchschnittlichen Höhe von 595 m. Im Norden der Gemeinde liegt der Flugplatz Camp de vol La Puieda.

## Demografie
| 1950 | 1970 | 1981 | 1991 | 2001 | 2011 | 2021 |
| ---- | ---- | ---- | ---- | ---- | ---- | ---- |
| 1821 | 1630 | 1498 | 1674 | 1937 | 2538 | 2705 |

## Sehenswürdigkeiten
- Burgruine von Gurb
- Andreaskirche in Gurb
- Stefanskirche in Granollers de la Plana
- Julianuskirche in Sassorba
- Marienkirche (Santa Maria de Palau)
- Annenkirche in Mont-ral
- Kapelle Santa Fe
- Herrenhaus von Vilagelans

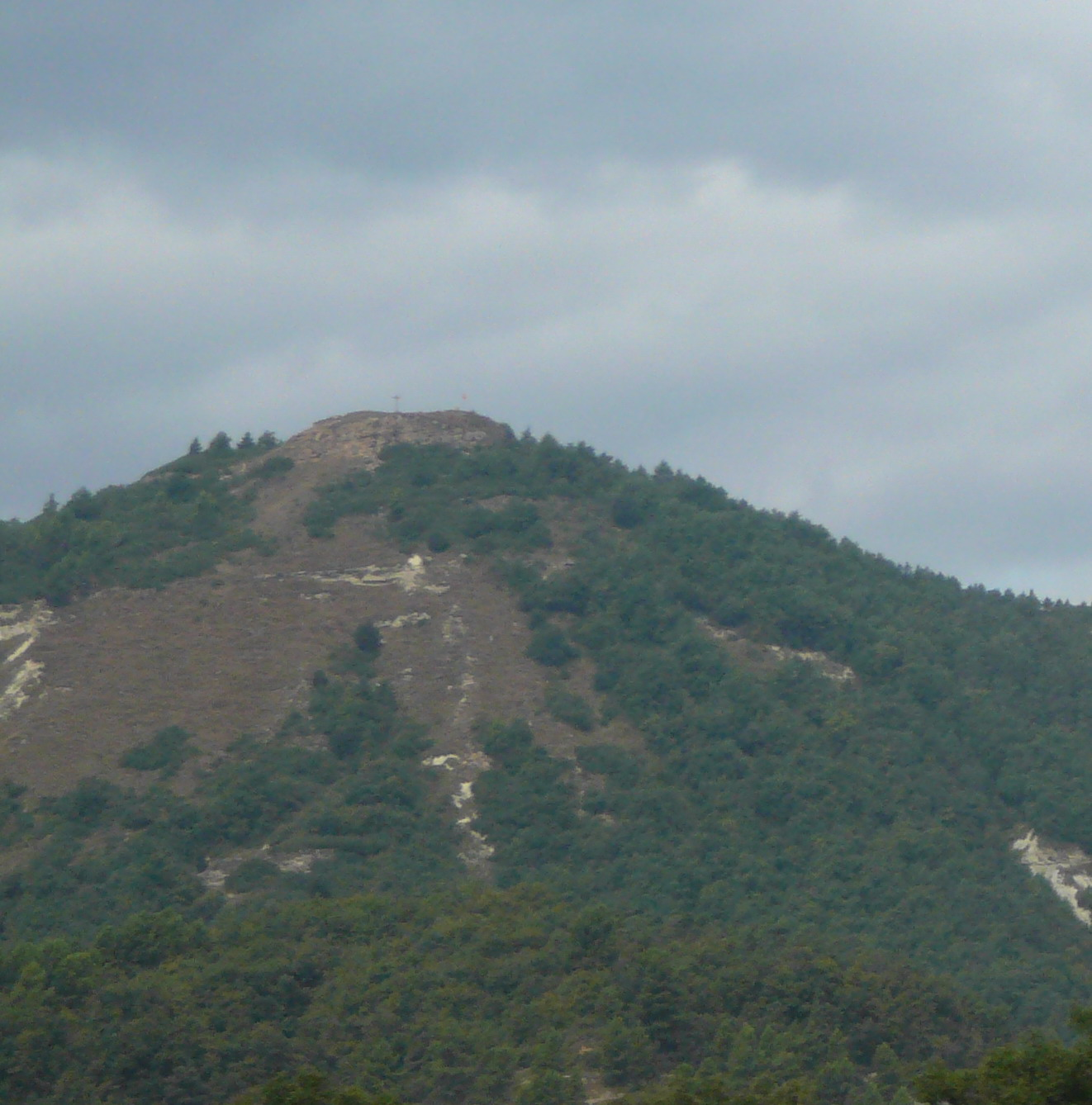
Burgruine von Gurb
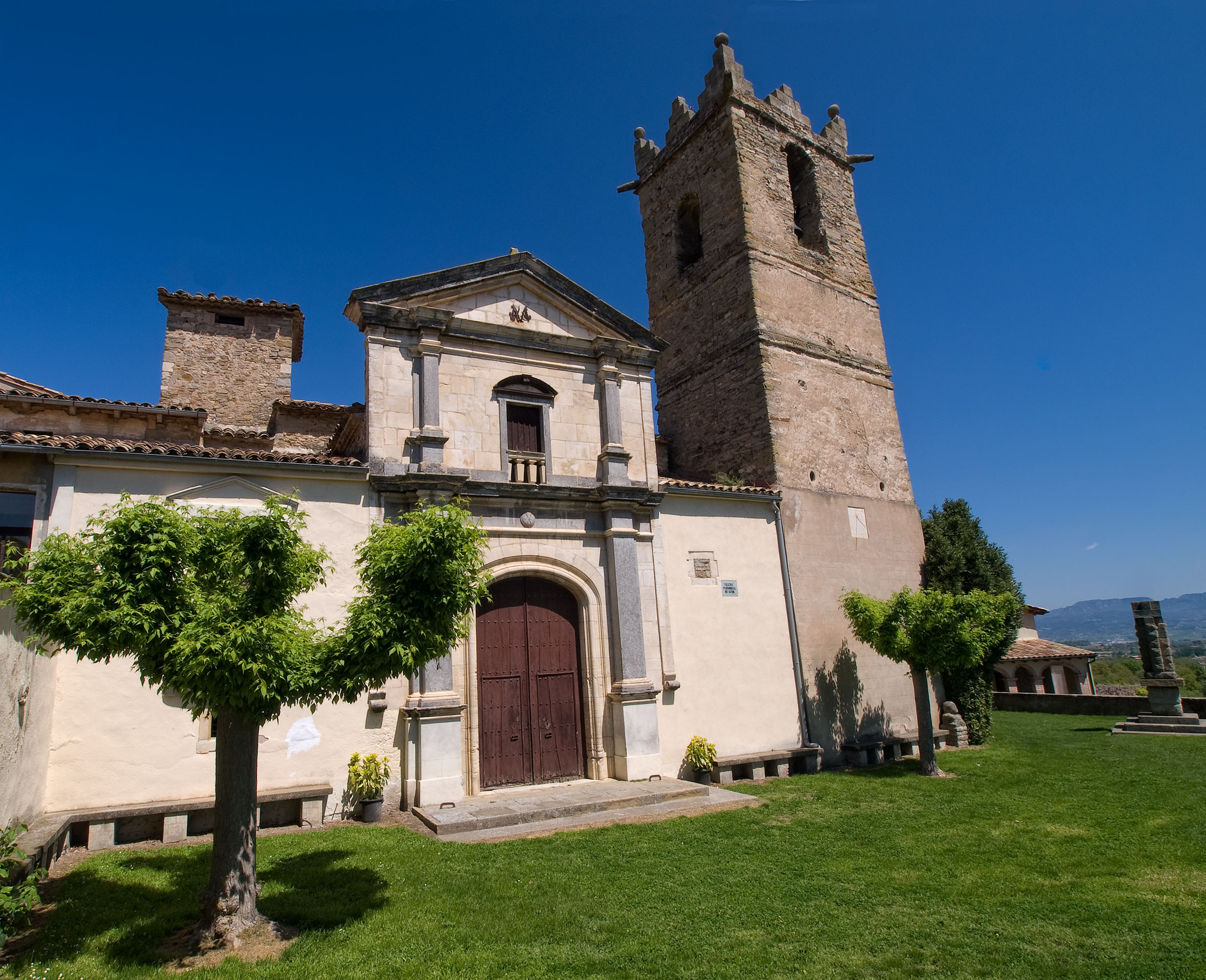
Andreaskirche
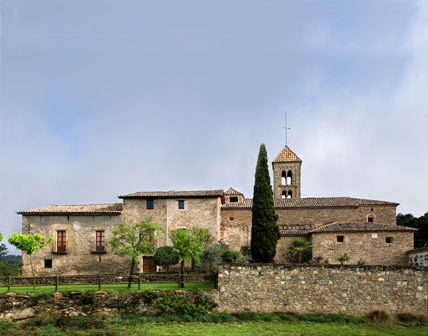
Julianuskirche
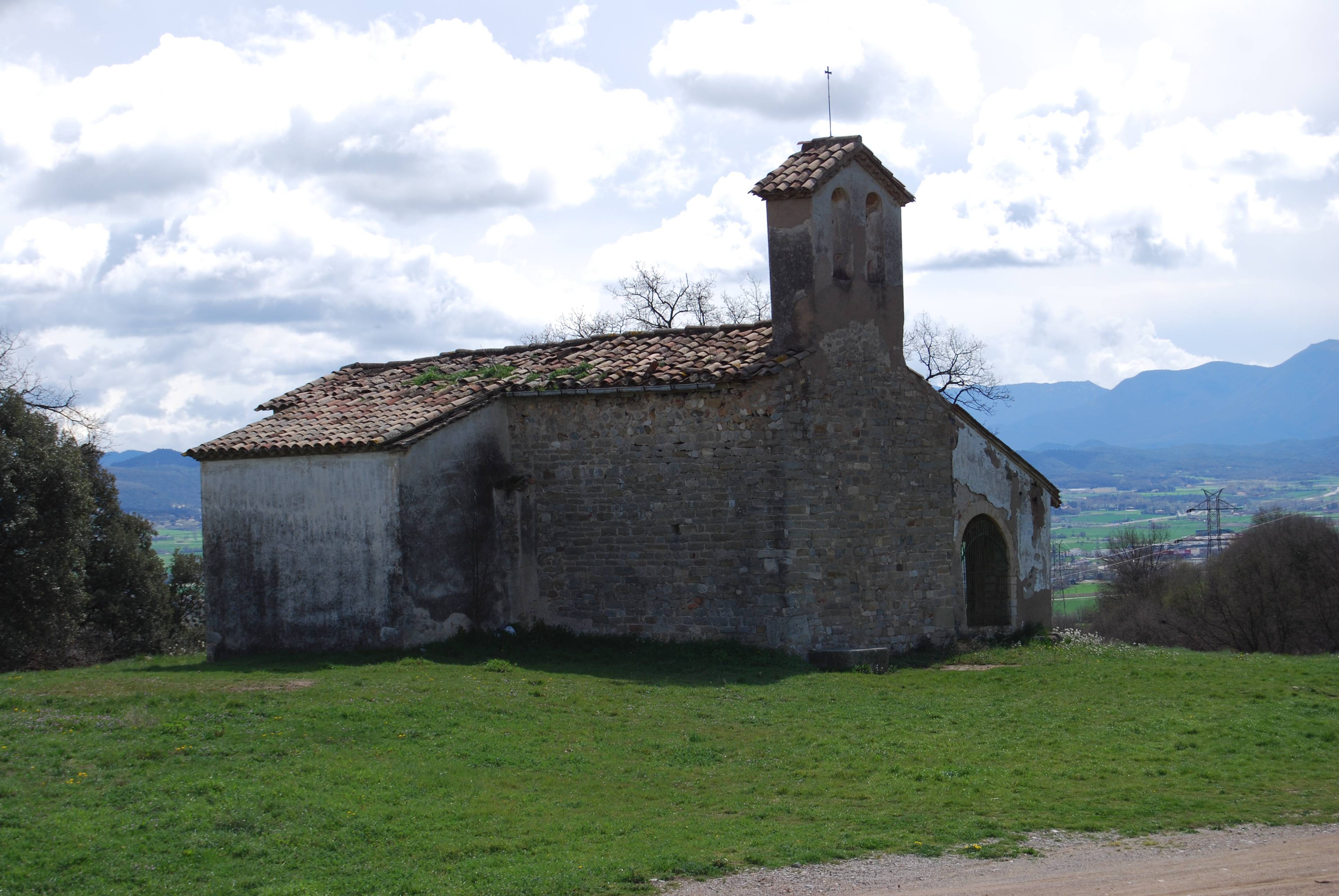
Marienkirche
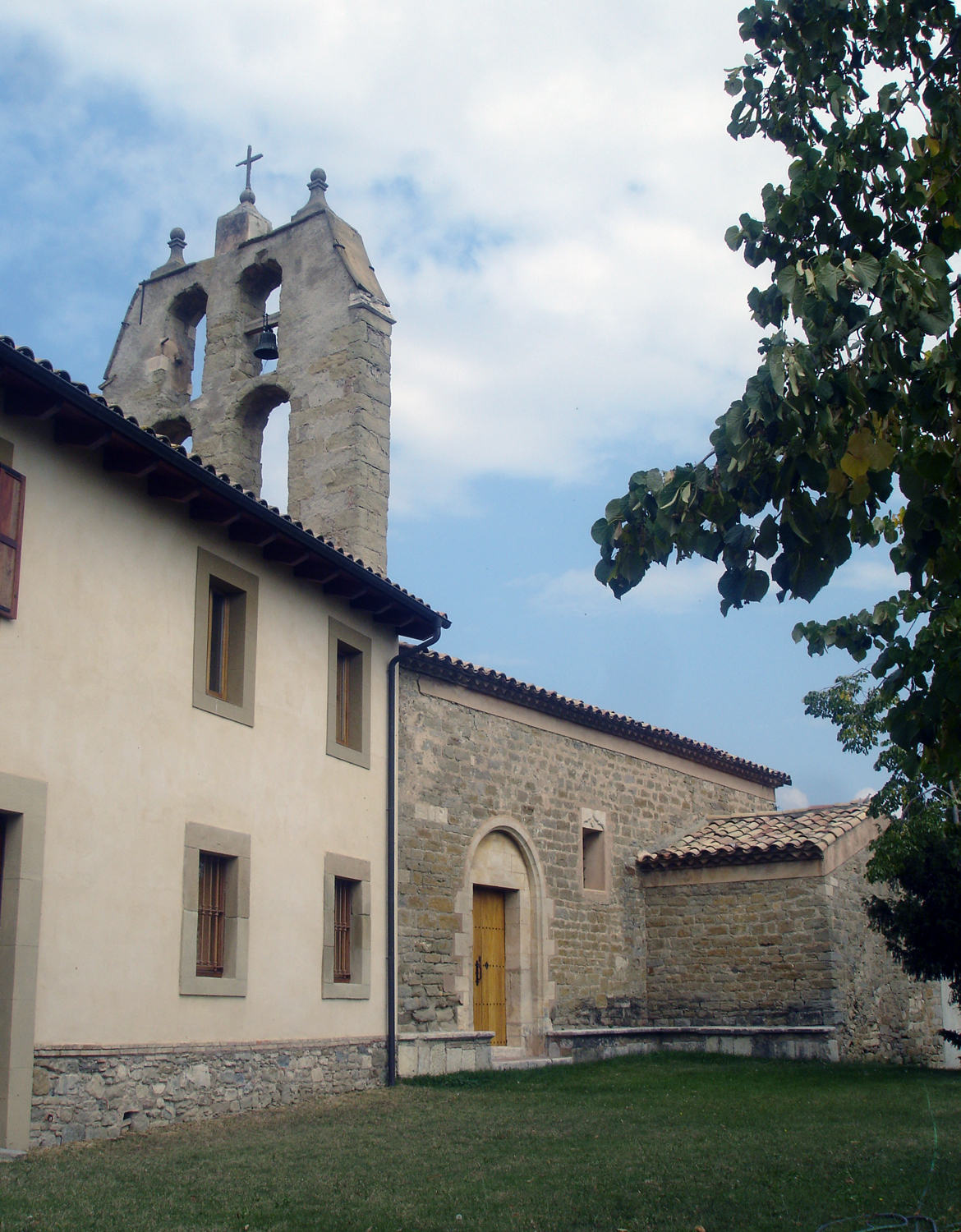
Annenkirche
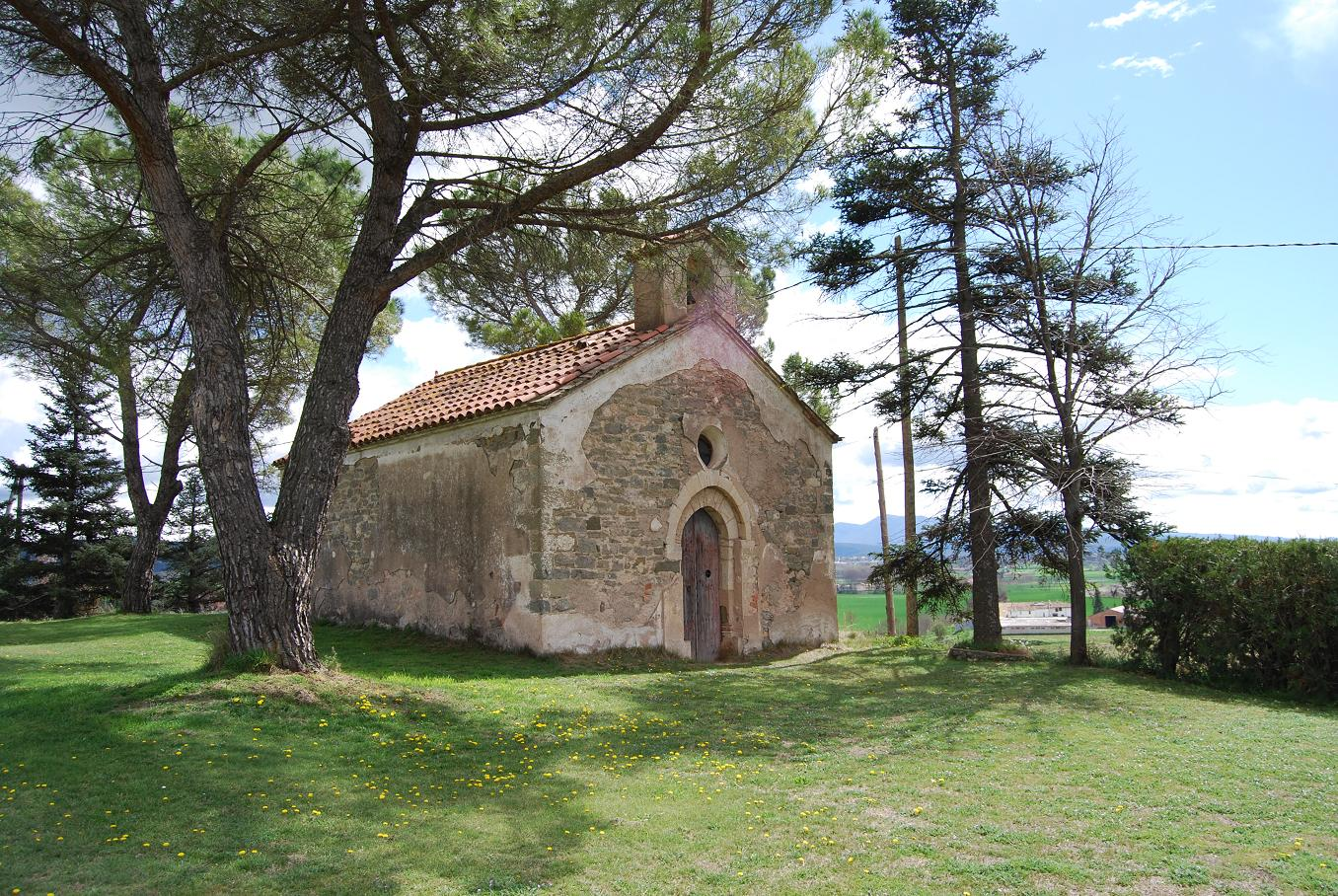
Kapelle Santa Fe
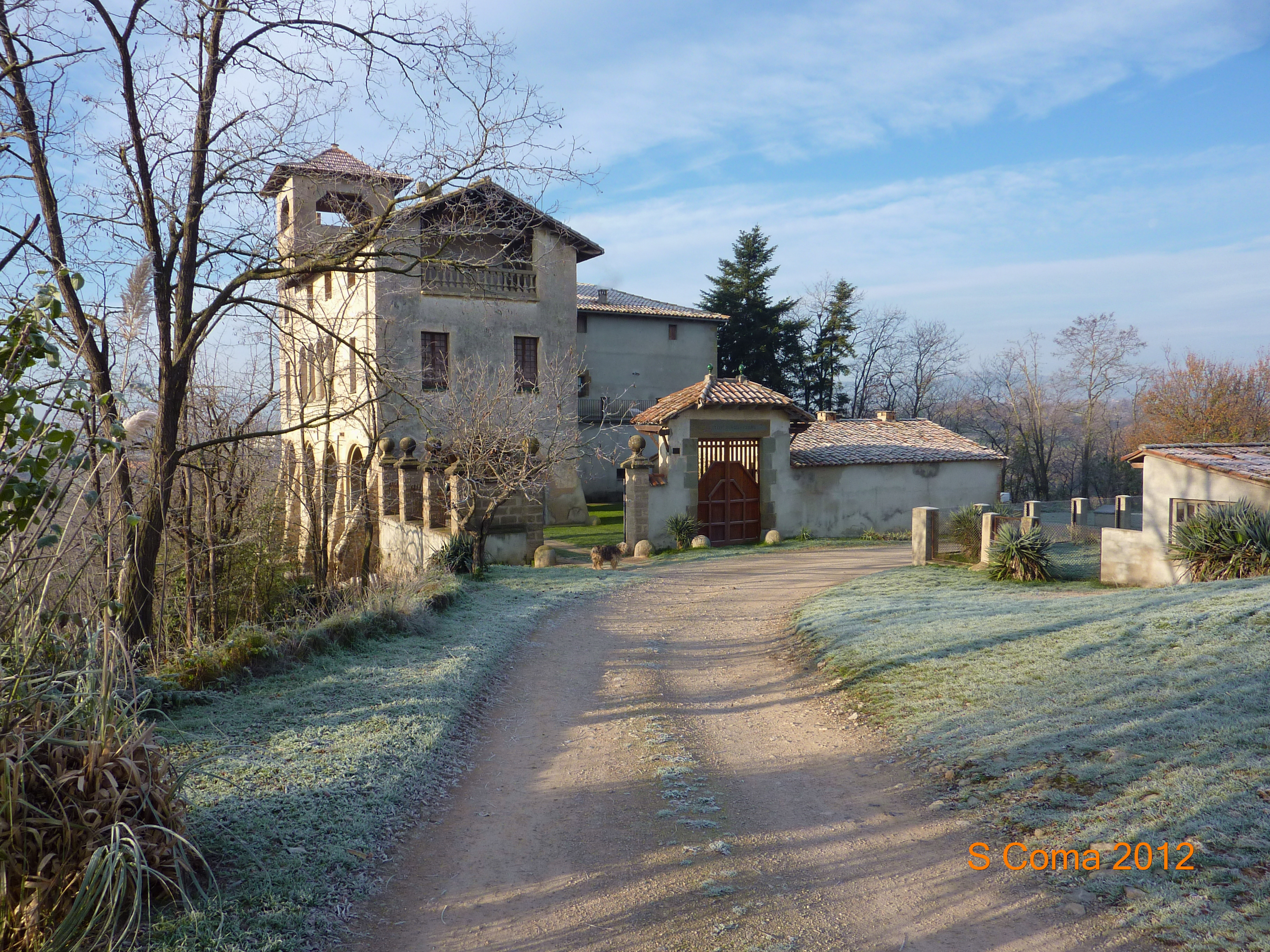
Herrenhaus von Vilagelans

## Persönlichkeiten
- Arnau de Gurb (1210–1284), Bischof von Barcelona (1252–1284)
- Francesc Mora i Borrell (1827–1905), Erzbischof von Monterrey-Los Angeles (1878–1896)